# UFC 28
UFC 28: High Stakes foi um evento de artes marciais mistas promovido pelo Ultimate Fighting Championship, ocorrido em 17 de novembro de 2000 no Trump Taj Mahal, em Atlantic City, nos Estados Unidos.

## Background
UFC 28 marcou o primeiro evento do UFC a ser sancionado pelo Controle Atlético de Pontuações do Estado de New Jersey, realizado sob a nova "Regras Unificadas das Artes Marciais Mistas". Por isso, o evento aconteceu em New Jersey, o primeiro evento do UFC a acontecer em um estado do Norte do país. As novas regras introduziram classes de peso, resultando na primeira e única luta no Peso Super Pesado do UFC, entre Josh Barnett e Gan McGee. A primeira luta pelo Peso Galo do UFC aconteceu no UFC 26 em Junho de 2000.
O evento teve como atração o retorno do ex-Campeão Peso Pesado do UFC Randy Couture, que abandonou seu título em 1998 para retornar ao wrestling competitivo e por causa de disputas contratuais--e ele recuperou seu título derrotando Kevin Randleman. O UFC 28 também marcou a primeira aparição no UFC de Andrei Arlovski, Renato "Babalu" Sobral, Josh Barnett, e Gan McGee, e o irmão gêmeo de Matt Hughes, Mark Hughes.
O UFC 28 foi o sexto evento seguido do UFC a nunca ser lançado para home video ou DVD, já que sua empresa-mãe SEG estava perto da falência. O evento foi o último do UFC realizado pela SEG nos EUA, e consequentemente o UFC 29 no Japão, a SEG vendeu o UFC aos atuais donos Zuffa LLC.

## Resultados
Nota 1 Pelo Cinturão Peso-Pesado do UFC.